# Provincia de Masvingo
Masvingo es una provincia del sureste de Zimbabue, que limita con Mozambique al este, con Matabelelandia Meridional al sur, con Midlands al norte y oeste y con Manicalandia al noreste. Masvingo se denominaba Provincia de Victoria hasta 1980. Tiene una superficie de 56.566 km² y una población aproximada de 1,4 millones en 2012. Su capital es la ciudad de Masvingo.